# كويك سيلفر سوفتوير
كويك سيلفر سوفتوير (بالإنجليزية: Quicksilver Software)‏، هي شركة أمريكية لإنتاج وتطوير ألعاب فيديو، تأسست بتاريخ 1 مايو 1984، وتقع مقرها في إرفاين، بولاية كاليفورنيا الأمريكية.